# Jean-Pierre Grenier
Jean-Pierre Grenier (20 de noviembre de 1914 - 21 de febrero de 2000) fue un director, actor y guionista de nacionalidad francesa. 
Nacido en París, Francia, en 1946 fundó junto a Olivier Hussenot La Compagnie Grenier-Hussenot, productora cinematográfica que fue disuelta en 1957.
En 1974 tomó la dirección del Teatro de Boulogne-Billancourt, cargo que ocupó hasta 1984.
Su compañera fue Janine d'Almeida, agente artístico y productora. Jean-Pierre Grenier falleció en Fréjus, Francia, en 2000.

## Filmografía

### Actor
- 1946: La colère des dieux, de Karel Lamač
- 1946: Un rigolo de Georges Chaperot
- 1949: Maya, de Raymond Bernard
- 1949: Le Point du jour, de Louis Daquin
- 1949: Le Parfum de la dame en noir, de Louis Daquin
- 1950: Justice est faite, de André Cayatte
- 1951: Maître après Dieu, de Louis Daquin
- 1952: Nous sommes tous des assassins, de André Cayatte
- 1952: Agence matrimoniale, de Jean-Paul Le Chanois
- 1953: La vie passionnée de Clemenceau, de Gilbert Prouteau – documental - narrador
- 1953: Crin-Blanc, de Albert Lamorisse
- 1953: Avant le déluge, de André Cayatte
- 1954: Le Rouge et le Noir, de Claude Autant-Lara
- 1955: Le Dossier noir, de André Cayatte
- 1957: Le Mystère de l'atelier quinze, de André Heinrich y Alain Resnais
- 1964: La bonne occase, de Michel Drach

### Director
- 1981: King Vidor et les pionniers d'Hollywood

### Guionista
- 1965: La Bonne Occase, de Michel Drach

## Teatro

### Autor
- Cœurs en détresse, de Jean-Pierre Grenier y Pierre Latour
- L'Enlèvement au bercail, de Jean-Pierre Grenier y Pierre Latour
- Justine est r'faite, de Jean-Pierre Grenier

### Actor
- 1938 : Los enredos de Scapin, de Molière, escenografía de Léon Chancerel
- 1943 : Jofroi, de Jean Giono
- 1944 : Cœurs en détresse, de Jean-Pierre Grenier y Pierre Latour, Jardin du Palais-Royal
- 1945 : Les Gueux au paradis, de Gaston-Marie Mertens, Teatro de los Campos Elíseos
- 1945 : L'Enlèvement au bercail, de Jean-Pierre Grenier y Pierre Latour, escenografía de Jean-Pierre Grenier
- 1946 : La Parade y Orion le tueur, de Jean-Pierre Grenier y Maurice Fombeure, escenografía de Jean-Pierre Grenier, Teatro de la Gaîté-Montparnasse
- 1947 : Liliom, de Ferenc Molnár, escenografía de Jean-Pierre Grenier, Teatro de la Gaîté-Montparnasse
- 1949 : Les Gaités de l'escadron, de Georges Courteline, escenografía de Jean-Pierre Grenier, Teatro de la Renaissance
- 1949 : Les Harengs terribles, de Alexandre Breffort, escenografía de Jean-Pierre Grenier, Cabaret Chez Gilles
- 1949 : Un petit air de trempette, de Jean Bellanger, escenografía de Jean-Pierre Grenier, Cabaret Chez Gilles
- 1949 : Liliom, de Ferenc Molnár, escenografía de Jean-Pierre Grenier, Teatro de la Renaissance
- 1950 : L'Etranger au théâtre, de André Roussin, escenografía de Yves Robert, Cabaret Chez Gilles
- 1950 : Les Gueux au paradis, de Gaston-Marie Mertens, Teatro de la Porte Saint-Martin
- 1950 : Grenier Hussenot actualités, Cabaret Chez Gilles
- 1950 : Justine est r'faite, de Jean-Pierre Grenier, escenografía de Jean-Pierre Grenier, Cabaret La Fontaine des 4 Saisons
- 1951 : Los tres mosqueteros, de Alexandre Dumas, escenografía de Jean-Pierre Grenier, Teatro de la Porte Saint-Martin
- 1952 : Philippe et Jonas, de Irwin Shaw, escenografía de Jean-Pierre Grenier, Teatro de la Gaîté-Montparnasse
- 1953 : L'Huitre et la perle, de William Saroyan, escenografía de Jean-Pierre Grenier, Teatro Fontaine
- 1954 : Responsabilité limitée, de Robert Hossein, escenografía de Jean-Pierre Grenier, Teatro Fontaine
- 1954 : L’Amour des quatre colonels, de Peter Ustinov, escenografía de Jean-Pierre Grenier, Teatro Fontaine
- 1956 : Nemo, de Alexandre Rivemale, escenografía de Jean-Pierre Grenier, Teatro Marigny
- 1956 : L'Hôtel du libre échange, de Georges Feydeau, escenografía de Jean-Pierre Grenier, Teatro Marigny
- 1957 : Romanoff et Juliette, de Peter Ustinov, escenografía de Jean-Pierre Grenier, Teatro Marigny

### Director
- 1943 : Jofroi, de Jean Giono
- 1944 : Cœurs en détresse, de Jean-Pierre Grenier y Pierre Latour, Jardin du Palais-Royal
- 1945 : L'Enlèvement au bercail, de Jean-Pierre Grenier y Pierre Latour
- 1946 : La Parade y Orion le tueur, de Jean-Pierre Grenier y Maurice Fombeure, Teatro de la Gaîté-Montparnasse
- 1947 : Liliom, de Ferenc Molnár, Teatro de la Gaîté-Montparnasse
- 1948 : L'Escalier, de Yves Farge, Teatro de la Gaîté-Montparnasse
- 1948 : L'Adolescent parfumé, de Jean Bellanger, Cabaret Chez Gilles
- 1949 : Les Gaités de l'escadron, de Georges Courteline, Teatro de la Renaissance
- 1949 : Les Harengs terribles, de Alexandre Breffort, Cabaret Chez Gilles
- 1949 : Un petit air de trempette, de Jean Bellanger, Cabaret Chez Gilles
- 1949 : La Fête du gouverneur, de Alfred Adam, Teatro de la Renaissance
- 1949 : Liliom, de Ferenc Molnár, Teatro de la Renaissance
- 1950 : Grenier Hussenot actualités, Cabaret Chez Gilles
- 1950 : Justine est r'faite, de Jean-Pierre Grenier, Cabaret La Fontaine des Quatre-Saisons
- 1951 : Les Trois Mousquetaires, de Alexandre Dumas, Teatro de la Porte Saint-Martin
- 1952 : Le Sire de Vergy, de Robert de Flers, Gaston Arman de Caillavet, Teatro La Bruyère
- 1952 : L'École du crime, Cabaret La Fontaine des Quatre-Saisons
- 1952 : Philippe et Jonas, de Irwin Shaw, Teatro de la Gaîté-Montparnasse
- 1953 : Les Images d'Épinal, de Albert Vidalie, Cabaret La Fontaine des Quatre-Saisons
- 1953 : Azouk, de Alexandre Rivemale, Teatro Fontaine
- 1953 : L'Huitre et la perle, de William Saroyan, Teatro Fontaine
- 1953 : Les Images d'Epinal, de Albert Vidalie, Cabaret La Fontaine des Quatre-Saisons
- 1954 : Responsabilité limitée, de Robert Hossein, Teatro Fontaine
- 1954 : Le Marché aux puces, de André Gillois, Teatro des Célestins
- 1954 : L’Amour des quatre colonels, de Peter Ustinov, Teatro Fontaine
- 1955 : Les Petites Filles modèles, de Albert Vidalie, Cabaret La Fontaine des Quatre-Saisons
- 1956 : Nemo, de Alexandre Rivemale, Teatro Marigny
- 1956 : L'Hôtel du libre échange, de Georges Feydeau, Teatro Marigny
- 1957 : La visita de la anciana dama, de Friedrich Dürrenmatt, Teatro Marigny
- 1957 : Romanoff et Juliette, de Peter Ustinov, Teatro Marigny
- 1958 : L’Amour des quatre colonels, de Peter Ustinov, Teatro del Ambigu-Comique
- 1958 : Tessa, la nymphe au cœur fidèle, de Jean Giraudoux, a partir de Basil Dean y Margaret Kennedy, Teatro Marigny
- 1958 : L'Étonnant Pennypacker, de Liam O'Brien, adaptación de Roger Ferdinand, Teatro Marigny
- 1959 : Le Vélo devant la porte, adaptación de Marc-Gilbert Sauvajon a partir de Desperate Hours, de Joseph Hayes, Teatro Marigny
- 1959 : Champignol malgré lui, de Georges Feydeau, Teatro Marigny
- 1960 : L'Impasse de la fidélité, de Alexandre Breffort, Teatro des Ambassadeurs
- 1960 : Le Mobile, de Alexandre Rivemale, Teatro Fontaine
- 1961 : Liliom, de Ferenc Molnár, Teatro del Ambigu-Comique
- 1962 : La Reine galante, de André Castelot, Teatro des Ambassadeurs
- 1963 : L'Assassin de la générale, de Albert Husson, Teatro Michel
- 1964 : Croque-monsieur, de Marcel Mithois, Teatro Saint-Georges
- 1964 : Jo, de Claude Magnier, Teatro des Nouveautés
- 1965 : La Calèche, de Jean Giono, Teatro Sarah Bernhardt
- 1966 : La Bouteille à l'encre, de Albert Husson, Teatro Saint-Georges
- 1967 : Saint Dupont, de Marcel Mithois, Teatro de la Renaissance
- 1969 : La vida parisina, de Jacques Offenbach, libreto de Henri Meilhac y Ludovic Halévy, Teatro des Célestins
- 1970 : Au théâtre ce soir: Match, de Michel Fermaud, dirección de Pierre Sabbagh, Teatro Marigny
- 1970 : L'Amour masqué, de Sacha Guitry, Teatro del Palais Royal
- 1970 : Les Sincères, de Pierre de Marivaux, con los alumnos del Centro de Arte Dramático de la rue Blanche
- 1970 : Le Bonnet du fou, de Luigi Pirandello, con los alumnos del Centro de Arte Dramático de la rue Blanche
- 1970 : Le Dindon, de Georges Feydeau, con los alumnos del Centro de Arte Dramático de la rue Blanche
- 1970 : Pourquoi m'avez-vous posée sur le palier ?, de Catherine Peter Scott, Teatro Saint-Georges
- 1971 : Le Cheval fou, de Jean Giono, Conservatorio Nacional Superior de Arte Dramático
- 1972 : Le Légume, de Francis Scott Fitzgerald, Teatro Hébertot
- 1973 : Un piano dans l'herbe, de Françoise Sagan

### Óperas
- 1954 : El rapto en el serrallo, de Mozart, Festival de Aix-en-Provence
- 1955 : Orfeo y Eurídice, de Christoph Willibald Gluck, Opéra de Ginebra
- 1955 : Mireille, de Charles Gounod, Festival de Aix-en-Provence
- 1955 : Romeo y Julieta, de Hector Berlioz, París
- 1956 : Platea, de Jean-Philippe Rameau, Festival de Aix-en-Provence
- 1957 : Carmen, de Georges Bizet, Festival de Aix-en-Provence
- 1958 : La flauta mágica, de Wolfgang Amadeus Mozart, Festival de Aix-en-Provence
- 1959 : Carmen, de Georges Bizet, Santander
- 1961 : El conde Ory, de Gioachino Rossini, Ópera de Estrasburgo
- 1961 : La flauta mágica, de Mozart, Festival de Aix-en-Provence
- 1963 : La flauta mágica, de Mozart, Festival de Aix-en-Provence
- 1964 : Platea, de Jean-Philippe Rameau, Festival de Aix-en-Provence
- 1965 : La flauta mágica, de Mozart, Festival de Aix-en-Provence
- 1969 : El murciélago, de Johann Strauss (hijo), Teatro Nacional de la Opéra-Comique
- 1969 : La vida parisina, de Jacques Offenbach, Teatro des Célestins
- 1970 : L'Amour masqué, de Sacha Guitry y André Messager, Teatro des Célestins, Teatro du Palais-Royal
- 1970 : La italiana en Argel, de Gioachino Rossini, Festival de Aix-en-Provence
- 1971 : La flauta mágica, de Mozart, Festival de Aix-en-Provence
- 1971 : Il tabarro, de Giacomo Puccini, Ópera de París
- 1972 : El murciélago, de Johann Strauss (hijo), Ópera de Montecarlo